# Telstar 12
Telstar 12 ist ein  Rundfunksatellit der Loral Skynet mit Sitz in New Jersey, USA. Ursprünglich von Orion Network Systems unter dem Namen Orion 2 bestellt, wurde die Firma 1998 mitsamt dem im Bau befindlichen Satelliten von Loral Skynet gekauft. Am 31. Oktober 2007 fusionierte das kanadische Unternehmen Telesat Canada mit dem U.S. Unternehmen Loral Skynet.
Er wurde am 19. Oktober 1999 mit einer Trägerrakete des Typs Ariane-44LP mit H10-3 Oberstufe noch unter seinem ursprünglichen Namen Orion 2 ins All befördert. Kurz darauf wurde der Satellit in Telstar 12 umbenannt.
Das französische Unternehmen Eutelsat mietete vier der 38 Ku-Band-Transponder bis Juni 2016 an.

## Empfang
Der Satellit kann in Europa, Nordamerika, Südamerika, Südafrika und in der Karibik empfangen werden.
Die Übertragung erfolgt im Ku-Band.